# السبتن
السبتن (به آلمانی: Elsbethen) یک منطقهٔ مسکونی در اتریش است که در ناحیه زالتسبورگ-اومگه‌بونگ واقع شده‌است. السبتن ۲۴٫۱۶ کیلومتر مربع مساحت دارد ۱٬۳۳۴ متر بالاتر از سطح دریا واقع شده‌است.

## خواهرخوانده
شهر گموندن (ورا) خواهرخواندهٔ السبتن هست.